# Каминіна Світлана Сергіївна
Світлана Сергіївна Каминіна (рос. Светлана Сергеевна Камынина; нар. 25 січня 1979, Дружківка, Донецька область, УРСР, СРСР) — російська акторка театру і кіно.

## Біографія
Народилася 25 січня 1979 року.
Світлана Каминіна — москвичка, випускниця акторського факультету Міжнародного Слов'янського інституту, де її вчителями були Іван Москвін-Тарханов і Геннадій Фролов. У 2005—2006 роках грала на сцені Московського обласного ТЮГу, а потім перейшла в трупу театру «Практика», де запам'яталася столичним театралам завдяки яскравій, насиченій експресією ролі у виставі «Ця дитина» за п'єсою і в постановці Жоеля Помра.[джерело?]
У 2007 році акторка була номінована на кінопремію «Ніка» за роль Каті у фільмі «Прості речі» Олексія Попогребського.
У 2005—2006 рр. — акторка обласного ТЮГу (м. Москва, р-н Царицино). 
Акторка Театру «Практика» — в даний час.

## Громадська позиція
У 2018 взяла участь у проекті «Нової газети» на підтримку ув'язненого у Росії українського режисера Олега Сенцова

## Творчість

### Ролі в
- Торговці (Жоель Помра) ― озвучування (фестиваль NET 2007 р.)
- Ця дитина (Жоель Помра) (театр «Практика»)

### Ролі в кіно
- 2004 — Бальзаківський вік, або Всі чоловіки сво… (телесеріал) — Світлана
- 2005 — Бумер. Фільм другий — Оленка
- 2005 — Аеропорт (телесеріал) — Алла
- 2006 — Кромъ
- 2006—2007 — Любов як любов — Ріта Зуйкова
- 2006 — Кадети — сестра Яши
- 2007 — Прості речі — Катя
- 2009 — Час Волкова 3 (телесеріал, 29 серія «Любов до гробу») — Люба
- 2010 — Інтерни — головлікар Анастасія Костянтинівна Кисегач.
- 2010 — Черчилль (телесеріал) 17-18 серії — Лєра, молодша дочка Магдановского
- 2015 — Країна ОЗ — дружина барда
- 2020 — Політ — Ольга, суддя